# Sladdbarn
Ett sladdbarn är ett barn som, ibland oplanerat, föds med påtagligt längre mellanrum efter den övriga syskonskaran. Det finns många skämtsamma benämningar på sladdbarn; efterskott till exempel. På finlandssvenska kallas de dialektalt allmänt för skrapabulla (skrapbulle), efter den något mindre bulle som vid bakning blir den sista då degen inte räcker till och man skrapar av bakbrädet eller kärlet man haft degen i. På finska används termen iltatähti (aftonstjärna), detta efter de stjärnor eller planeten Venus som blir synliga på kvällen redan innan solen gått ned helt och hållet. På norska används termen attpåklatt.
Det finns många åsikter om hur långt mellanrum det skall vara för att barnet skall uppfattas som sladdbarn. Har det gått minst sex år mellan syskonen kan det yngre barnet räknas som ett sladdbarn enligt Elisabeth Schönbeck, som är beteendevetare och småbarnspedagog. Ett kriterium kan vara att barnet är fött långt efter den första barnkullen och därmed inte är en del av syskonens gemenskap utan mer är att betrakta som ett ensambarn.